# WISE 1738+2732
WISE 1738+2732  (= WISEP J173835.53+273258.9) is een bruine dwerg met een spectraalklasse van Y0. De ster bevindt zich 25,5 lichtjaar van de zon.